# Luca di Tommè
Luca di Tommè ou Luca Thome est un peintre italien actif de 1356 à 1390 à Sienne. 

## Biographie
Luca di Tommè collabora avec Bartolo di Fredi.

## Œuvres
- Saint Jean-Baptiste avec les prophètes Élie et David, Los Angeles, J. Paul Getty Museum[1].
- Vierge et l'Enfant entourés des saints Nicolas et Paul, Los Angeles, musée d'Art du comté de Los Angeles.
- Vierge et l'Enfant entourés des saints Louis de Toulouse et Michel, Los Angeles, musée d'Art du comté de Los Angeles.
- Crucifixion, San Francisco, California Palace of the Legion of Honor.
- Crucifixion, la Vierge et saint Jean pleurant, les saints François et Dominique, New Haven, Yale University Art Gallery.
- Saint Michel, Amiens, musée de Picardie.
- Saint Étienne, 1374-1390, Florence, galerie du palais Mozzi Bardini[2].
- La Flagellation du Christ (1390), Amsterdam, Rijksmuseum.
- Saint Michel archange avec les prophètes Malachie et Samuel, Newark, Collection Alana.
- Deux apôtres et un chérubin, Florence, Fondation Roberto Longhi.
- Christ bénissant, Raleigh, North Carolina Museum of Art.

Œuvres de Luca di Tommè
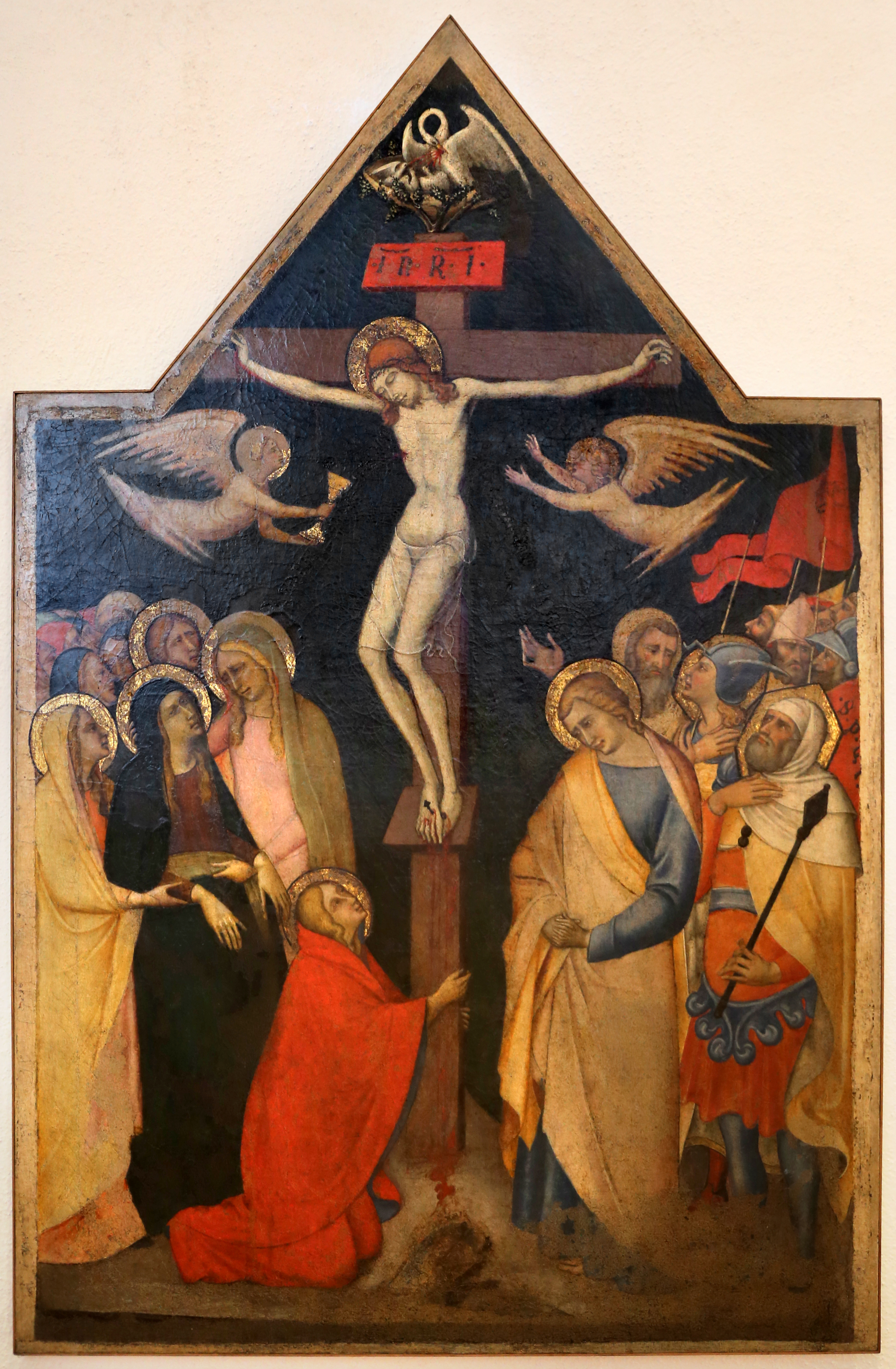
Crucifixion, Montepulciano, Museo Civico.
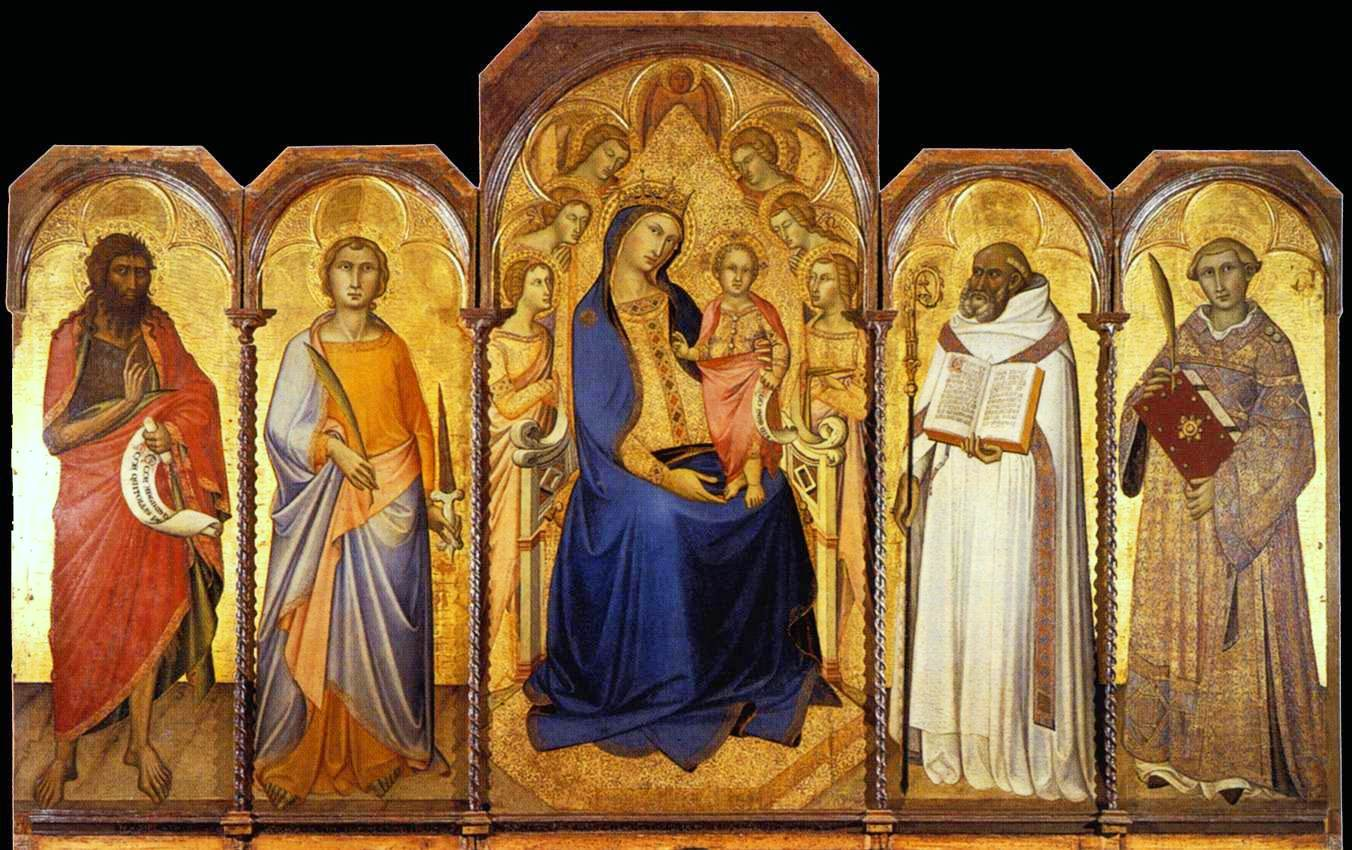
Vierge et l'Enfant entourés de saints (1362), Sienne, pinacothèque nationale.
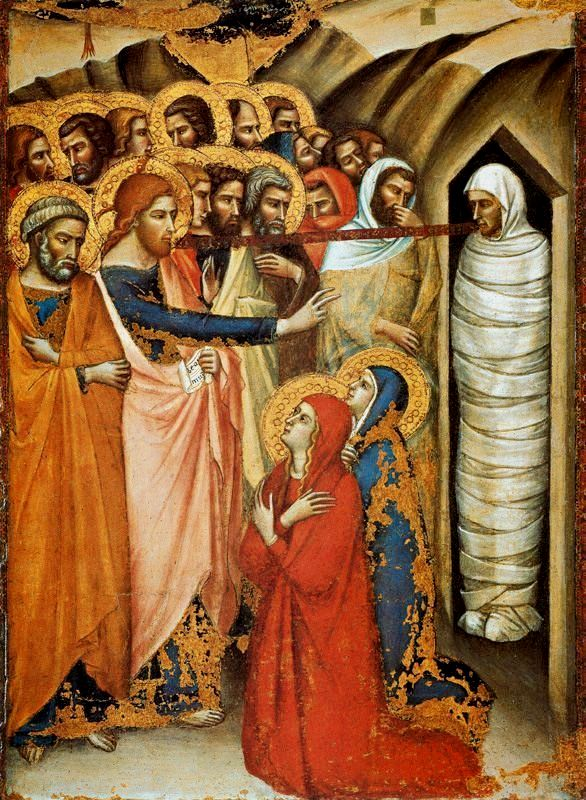
La Résurrection de Lazare (vers 1362), Rome, Pinacothèque vaticane.